# Kimitoshi Yamane
Kimitoshi Yamane (山根 公利?, Yamane Kimitoshi; Matsue, 30 gennaio 1966) è un character designer giapponese specializzato nel mecha design, noto principalmente per aver lavorato all'anime Cowboy Bebop.

## Opere

### Serie animate
- 1986 - Gall Force
- 1987 - Bubblegum Crisis
- 1995 - Kidō butoden G Gundam
- 1996 - I cieli di Escaflowne
- 1998 - Cowboy Bebop
- 1999 - Mugen no Ryvius
- 2000 - Argento Soma
- 2002 - Mobile Suit Gundam SEED
- 2002 - Overman King Gainer
- 2004 - Mobile Suit Gundam SEED Destiny
- 2004 - Mobile Suit Gundam MS IGLOO
- 2006 - Galaxy Angel II
- 2009 - Mobile Suit Gundam MS IGLOO 2
- 2012 - Eureka Seven AO
- 2013 - Star Blazers 2199
- 2014 - Gundam Reconguista in G

### Manga
- 1989 - Spriggan

### OAV
- 1991 - Detonator Orgun
- 1996 - Kidō senshi Gundam: Dai 08 MS shotai

### Film
- 2000 - Escaflowne - The Movie
- 2001 - Cowboy Bebop - Il film

### ONA
- 2006 - Mobile Suit Gundam SEED C.E. 73: Stargazer
- 2008 - Xam'd: Lost Memories